# Zhouzhuang (socken)
Zhouzhuang (kinesiska: 周庄, 周庄乡) är en socken i Kina. Den ligger i provinsen Henan, i den centrala delen av landet, omkring 57 kilometer nordväst om provinshuvudstaden Zhengzhou. Antalet invånare är 21 914. Befolkningen består av 10 732 kvinnor och 11 182 män. Barn under 15 år utgör 20,0 %, vuxna 15-64 år 71 %, och äldre över 65 år 7,0 %.
Genomsnittlig årsnederbörd är 638 millimeter. Den regnigaste månaden är juli, med i genomsnitt 164 mm nederbörd, och den torraste är december, med 4 mm nederbörd.